# Lai Ching-te
Lai Ching-te (Nova Taipé, 6 de outubro de 1959), também conhecido como Wiliam Lai, é um político taiwanês e atual presidente da República da China. Anteriormente, atuou como vice-presidente da República da China de 2020 até 2024. 
Estudou na Universidade Nacional Cheng Kung em Tainan e na Universidade de Taiwan em Taipé e logo depois na Escola de Saúde Pública de Harvard para um mestrado em saúde pública, conseguindo obter esse mestrado em 2003. Lai entrou na política em 1994, concorreu as eleições legislativas de 1996, ganhando um assento representando a cidade de Tainan. Depois de ser reeleito para o Legislativo quatro vezes consecutivas, Lai concorreu à prefeitura de Tainan em 2010. Lai venceu e foi prefeito por sete anos, sendo reeleito em 2014. Em setembro de 2017, a presidente Tsai Ing-wen anunciou que Lai substituiria o primeiro-ministro interino, Lin Chuan. 
Em 24 de novembro de 2018, ele anunciou sua intenção de renunciar ao cargo de primeiro-ministro depois que o Partido Democrático Progressista (DPP) sofreu uma grande derrota nas eleições locais e deixou o cargo em 14 de janeiro de 2019 após a posse de seu sucessor Su Tseng-chang. Lai lançou um desafio contra Tsai nas primárias presidenciais do Partido Democrático Progressista de 2019 e, após a derrota, serviu como companheiro de chapa da presidente Tsai Ing-wen nas eleições presidenciais de Taiwan de 2020, nas quais a dupla foi vitoriosa.  Em abril de 2023, Lai foi nomeado pelo DPP como candidato presidencial para as eleições presidenciais de 2024 e foi eleito com 40,05% dos votos.
É um liberal social e progressista, seguido as ideais ideológicas de seu partido, bem como um forte defensor do Independentíssimo de Taiwan, sendo até visto dentro do DPP como um membro ''Verde Profundo''. Na política externa, defende a profunda cooperação relações com os Estados Unidos e outras democracias liberais.